# ترافيس وليامز (لاعب كرة قدم أمريكية أمريكي)
ترافيس وليامز (بالإنجليزية: Travis Williams)‏ هو لاعب كرة قدم أمريكية أمريكي، ولد في 5 يناير 1892 في بونفيل في الولايات المتحدة، وتوفي في 28 نوفمبر 1986 في إيفانسفيل في الولايات المتحدة.

## وصلات خارجية
- ترافيس وليامز على موقع مرجع كرة القدم المحترفة.كوم (الإنجليزية)